# 格奧爾基·格列奇科
格奧爾基·格列奇科（俄語：Георгий Михайлович Гречко，1931年5月25日—2017年4月8日）是一位蘇聯太空人，參加過多次太空飛行，包括联盟17号、联盟26号和联盟T-14。

## 生平
格奧爾基·格列奇科畢業於列寧格勒力學研究所，獲得數學博士學位，也是蘇聯共產黨成員。之後繼續在謝爾蓋·科羅列夫設計局工作，並參與蘇聯月球計劃的太空人訓練。當該計劃取消時，他繼續在禮炮計劃太空站工作。
1977年12月20日，格奧爾基·格列奇科在禮炮6號第一次远征任務期間完成首次太空漫步。

## 榮譽
- 苏联宇航员荣誉称号

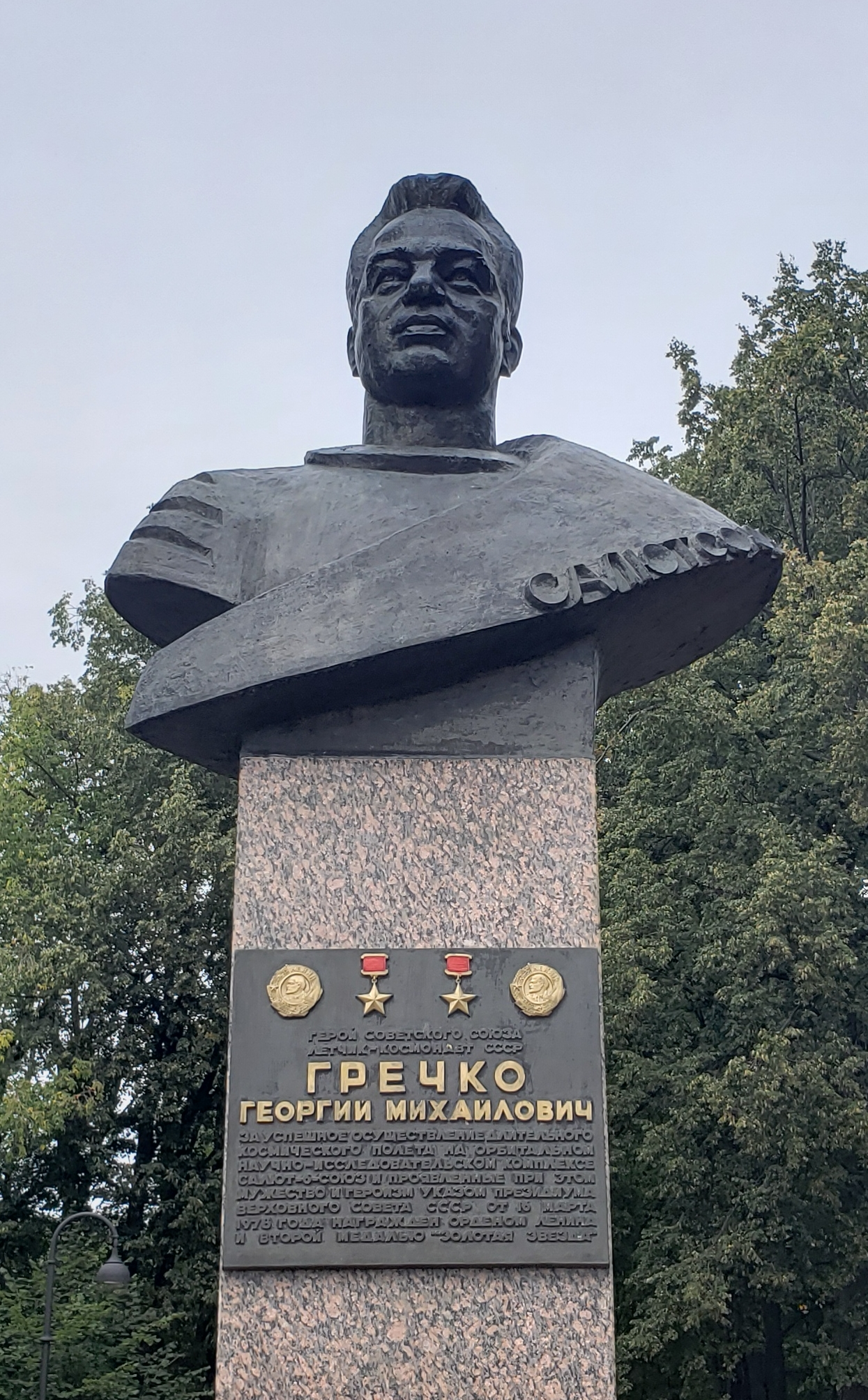
兩次蘇聯英雄宇航員格奧爾基·格列奇科的銅像（位於聖彼得堡莫斯科夫斯基勝利公園）

- 蘇聯英雄荣誉称号、金星奖章及列宁勋章（1975年2月12日，1978年3月16日）
- 太空探索优异奖章（2011年4月12日）
- 1979年由蘇聯天文學家尼古拉·切爾尼赫發現的小行星3148以格列奇科命名[2]
- 拜科努尔荣誉市民（1977年）[3]

捷克斯洛伐克
- 捷克斯洛伐克社会主义共和国英雄（1978年3月16日）[4]
- 克莱门特·哥特瓦尔德勋章（1978年3月16日）[5]